# Irene Paredes
Irene Paredes Hernández (Legazpi, 4 luglio 1991) è una calciatrice spagnola, difensore del Barcellona e della nazionale spagnola.

## Carriera

### Club
Ha iniziato a giocare a calcio con la Sociedad Deportiva Ilintxa, squadra della sua città natale Legazpi. Nella stagione 2005-2006 la squadra fallì, quindi si trasferì alla Sociedad Deportiva Urola. Un anno dopo è passata al Club Deportivo Zarautz, ma sempre dopo una stagione, passò alla Real Sociedad de Fútbol dove è rimasta fino al 2011.
Nella stagione 2011-2012 firma per l'Athletic Club, giocandovi cinque stagioni e diventando un pilastro fondamentale della difesa, segnando nove gol nel campionato vinto dalla squadra di Bilbao nella stagione 2015-2016.
Nel 2016 firma per il Paris Saint-Germain, ove incontra la sua compagna di nazionale Verónica Boquete. Successivamente, con il club parigino rinnova il contratto fino al 2021.
L'8 luglio 2021 diventa ufficiale il suo passaggio al Barcellona, militante nella Primera División, firmando un contratto per due stagioni. Ha rinnovato il suo contratto con le blaugrana per altre due stagioni, fino al 30 giugno 2025.

### Nazionale
Irene Paredes viene convocata nella nazionale spagnola under 19 debuttando in una competizione ufficiale UEFA il 23 aprile 2009, nella partita in cui le spagnole si impongono per 2-0 sulle avversarie della le pari età della Finlandia in occasione del secondo turno di qualificazione del Campionato europeo di categoria di Bielorussia 2009. In incontri per i campionati UEFA con la maglia delle Furie rosse under 19 totalizzerà 3 presenze.
Nel 2011 viene selezionata per vestire la maglia della nazionale maggiore. Impiegata durante le qualificazioni al campionato mondiale femminile di calcio 2011 debutta il 20 novembre di quell'anno, nella partita vinta per 4-0 sulle avversarie della Romania, sostituendo all'87' Ruth García.
Nel giugno 2013 il commissario tecnico della nazionale Ignacio Quereda la inserisce in rosa per Svezia 2013. Paredes gioca tutte le partite da titolare fino all'incontro perso 3-1 contro la Norvegia nei quarti di finale e nel quale è autrice dell'autorete del parziale 2-1 per le scandinave.
Viene nuovamente convocata alle partite di qualificazione ai Mondiali di Canada 2015 contribuendo ad ottenere al termine del torneo la storica qualificazione della Spagna a un Mondiale femminile. Inserita nel gruppo E, la squadra riesce a pareggiare solo con la Costa Rica classificandosi al quarto posto venendo eliminata.
Nel 2023 viene convocata per il vittorioso mondiale disputato in Australia e Nuova Zelanda, manifestazione in cui scende in campo da titolare anche nella finale, vinta 1-0 sull'Inghilterra.

## Palmarès

### Club

#### Competizioni nazionali
- Campionato spagnolo: 4

Athletic Bilbao: 2015-2016
Barcellona: 2021-2022, 2022-2023, 2023-2024
- Coppa di Francia: 1

Paris Saint-Germain: 2017-2018
- Campionato francese: 1

Paris Saint-Germain: 2020-2021
- Coppa della Regina: 2

Barcellona: 2021-2022, 2023-2024
- Supercoppa spagnola: 4

Barcellona: 2022, 2023, 2024, 2025

#### Competizioni internazionali
- UEFA Women's Champions League: 2

Barcellona: 2022-2023, 2023-2024

### Nazionale
- UEFA Women's Nations League: 1

2023-2024
- Campionato mondiale: 1

2023
- Algarve Cup: 1

2017
- Cyprus Cup: 1

2018

### Individuale
- Miglior giocatrice dell'Algarve Cup: 1

2017
- UEFA Club Football Awards: 1

Miglior difensore: 2020-2021

## Nella cultura di massa
Il 1º novembre 2024 esce in esclusiva Netflix il documentario Se acabó: Diario de las campeonas, a cui Paredes prende parte insieme ad altre sette sue compagne della nazionale spagnola campionessa del mondo 2023, oltre a due calciatrici che avevano rifiutato la convocazione al Mondiale, con l'intenzione di denunciare il sistema di maltrattamenti e molestie all'interno della selezione femminile. Ad alzare pubblicamente il polverone, nel 2023, fu il bacio non consensuale dato dall'ex presidente della Federazione calcistica della Spagna Luis Rubiales alla calciatrice Jennifer Hermoso, durante i festeggiamenti del 20 agosto immediatamente successivi alla vittoria del titolo contro l'Inghilterra, oltre a una lettera firmata nei giorni precedenti al ritiro da diverse calciatrici spagnole e finalizzata all'esonero di Jorge Vilda, commissario tecnico ritenuto gravemente incapace.

## Filmografia

### Televisione
- Se acabó: Diario de las campeonas - docufilm (2024)